# Werner Lehmann (Widerstandskämpfer)
Werner Lehmann (* 22. Mai 1904 in Bochum; † 21. September 1941 in Berlin) war ein deutscher Seemann, kommunistischer Funktionär und Widerstandskämpfer gegen den Nationalsozialismus.
Werner Lehmann wuchs in einer Familie mit fünf Geschwistern auf. Der Vater war Bauarbeiter, und die Familie lebte in ärmlichen Verhältnissen. Lehmann wurde Mitglied der KPD und des Antifaschistischen Kampfbundes. Ab 1932 fuhr er zur See. 1935 desertierte er in London von dem deutschen Schiff Havenstein. Zuvor war an Bord des Schiffes ein Brand ausgebrochen, und man verdächtigte Lehmann und Hermann Bieber – zu Unrecht, wie Nelles schreibt –, den Brand gelegt zu haben, da sie Kommunisten waren. In Antwerpen schloss er sich der Aktivgruppe seines Bruders Kurt an. Im September 1936 ging Lehmann mit weiteren Seeleuten., darunter auch sein Bruder, nach Spanien und kämpfte bis Januar in der Internationalen Gruppe der Kolonne Durruti in Spanien. Wegen einer Erkrankung kehrte er zurück nach Antwerpen und fuhr bis 1939 auf englischen und norwegischen Schiffen zur See.
Auf Druck der deutschen Regierung wurden Werner und Kurt Lehmann 1938 aus Belgien ausgewiesen, obwohl sich der sozialistische Bürgermeister von Antwerpen, Camille Huysmans, für sie eingesetzt hatte. Auf Vermittlung der Internationalen Transportarbeiter-Föderation ITF konnten sie auf dem britischen Frachter Lucerie anheuern. Es folgte eine Odyssee durch verschiedene Länder: In Hongkong durften die Lehmanns nicht bleiben, in London bekamen sie Landverbot, zurück in Belgien wurden sie verhaftet, nach Intervention der ITF wieder freigelassen mit der Auflage, Belgien für immer zu verlassen. Später gingen die Brüder illegal nach Marseille, von dort nach Dünkirchen, wo sie wieder inhaftiert wurden. Auf Intervention des Generalsekretärs der ITF, Edo Fimmen kamen sie kurz frei, wurden aber nach Kriegsausbruch als „feindliche Ausländer“ interniert. Als Fimmen wiederum ihre Freilassung erwirken konnte, wurde Frankreich von der Wehrmacht angegriffen. Die Lehmanns wurde von den Franzosen in dem nordafrikanischen Lager Suzzoni (Provinz Medea) interniert und von dort in das berüchtigte Lager Berrouaghia verlegt. Am 1. Juli 1941 lieferte das Vichy-Regime die Brüder an die Gestapo aus. Einer von beiden schnitt sich auf der Überfahrt nach Frankreich die Pulsadern auf, konnte aber gerettet werden.
Kurt und Werner Lehmann wurde in das Gefängnis des Reichssicherheitshauptamt in Berlin gebracht. Werner Lehmann rechnete fest mit einem Todesurteil. Er starb am 21. September 1941 im Gefängnis; es ist unbekannt, ob durch Mord oder Selbstmord.